# Шальгрен, Жан-Франсуа
Жан-Франсуа Шальгрен (фр. Jean-François Chalgrin; 1739, Париж — 21 января 1811, Париж) — архитектор французского неоклассицизма, его «греческого», или «дорического», течения, ставший впоследствии придворным архитектором Наполеона Бонапарта и одним из родоначальников «стиля империи».

## Биография
Жан-Франсуа-Тереза Шальгрен родился в парижском приходе Сен-Сюльпис в скромной семье и первые уроки архитектуры получил у работавшего во Франции итальянского архитектора «классицизирующего барокко» Джованни Сервандони. Затем Шальгрен поступил в Королевскую академию архитектуры, после чего, с 1755 года, занимался в студии Э.-Л. Булле.
В возрасте всего девятнадцати лет, в 1758 году, за проект «Павильона на берегу реки» он получил Римскую премию. С ноября 1759 года по 1763 год Шальгрен жил и работал в Риме, изучая античную архитектуру. По возвращении во Францию числился инспектором строительных работ в городе Париже под руководством Пьера-Луи Моро-Депру, что позволило ему совершенствовать свои профессиональные навыки.
Шальгрен пользовался покровительством могущественного герцога д’Амбуаз Шуазёль. В 1775 году он стал придворным архитектором графа Прованского, младшего брата короля Людовика XVI. Шальгрен работал над пьедесталом конной статуи Людовика XV, начатой Эдмом Бушардоном и завершённой Жаном-Батистом Пигалем, которая была открыта 20 июня 1763 года в центре новой площади Людовика XV (ныне Площадь Согласия). По этому случаю он подружился с Жаком-Жерменом Суффло, строившим здания за фасадами площади, спроектированной Жак-Анж Габриэлем.
В 1764 году Шальгрен проектировал церковь Сен-Филипп-дю-Руль (Saint-Philippe-du-Roule; построена в 1774—1784 годах). В 1777—1780 годах он достраивал повреждённую ударом молнии парижскую церковь Сен-Сюльпис. Шальгрен заменил разрушенный фронтон балюстрадой, а также построил северную башню главного фасада церкви. После Французской революции перестраивал Люксембургский дворец под здание Директории.
Шальгрен был принят в Королевскую академию архитектуры в 1770 году. Он был избран в 1799 году в объединённую Академию художеств, возглавив департамент архитектуры, ранее возглавляемый Шарлем Де Вайи, и стал членом Совета гражданских строений (Conseil des Bâtiments civils).
В 1776 году он женился на Маргарите Эмили Верне, дочери художника Клода Жозефа Верне, близкого друга Суффло. У них родилась дочь Луиза-Жозеф Шальгрен (1777—1826).
В период Консульства Шальгрен стал архитектором публичных торжеств (Architecte des fêtes publiques), он оформил в 1802 году празднование Амьенского мира. В 1806 году Наполеон I поручил ему построить памятник во славу Великой Армии. Триумфальная арка на Площади Звезды в Париже, выдающийся памятник архитектуры французского ампира, была спроектирована Шальгреном, но он умер вскоре после начала строительства. Проект был изменен Луи-Робером Густом, а его реализация Ж.-А. Реймоном была завершена в 1836 году при Июльской монархии.

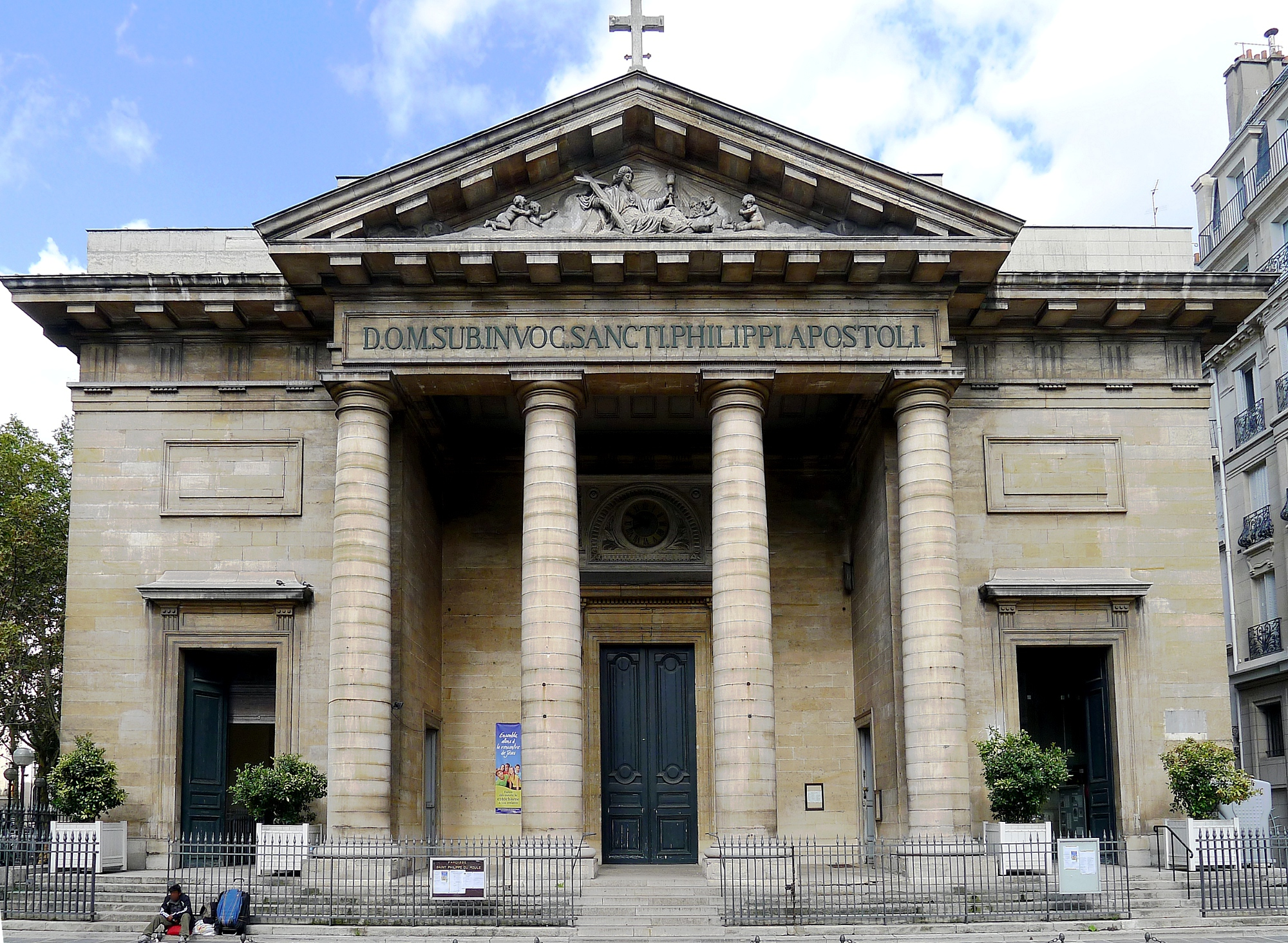
Церковь Сен-Филипп-дю-Руль. Главный фасад. 1774—1784
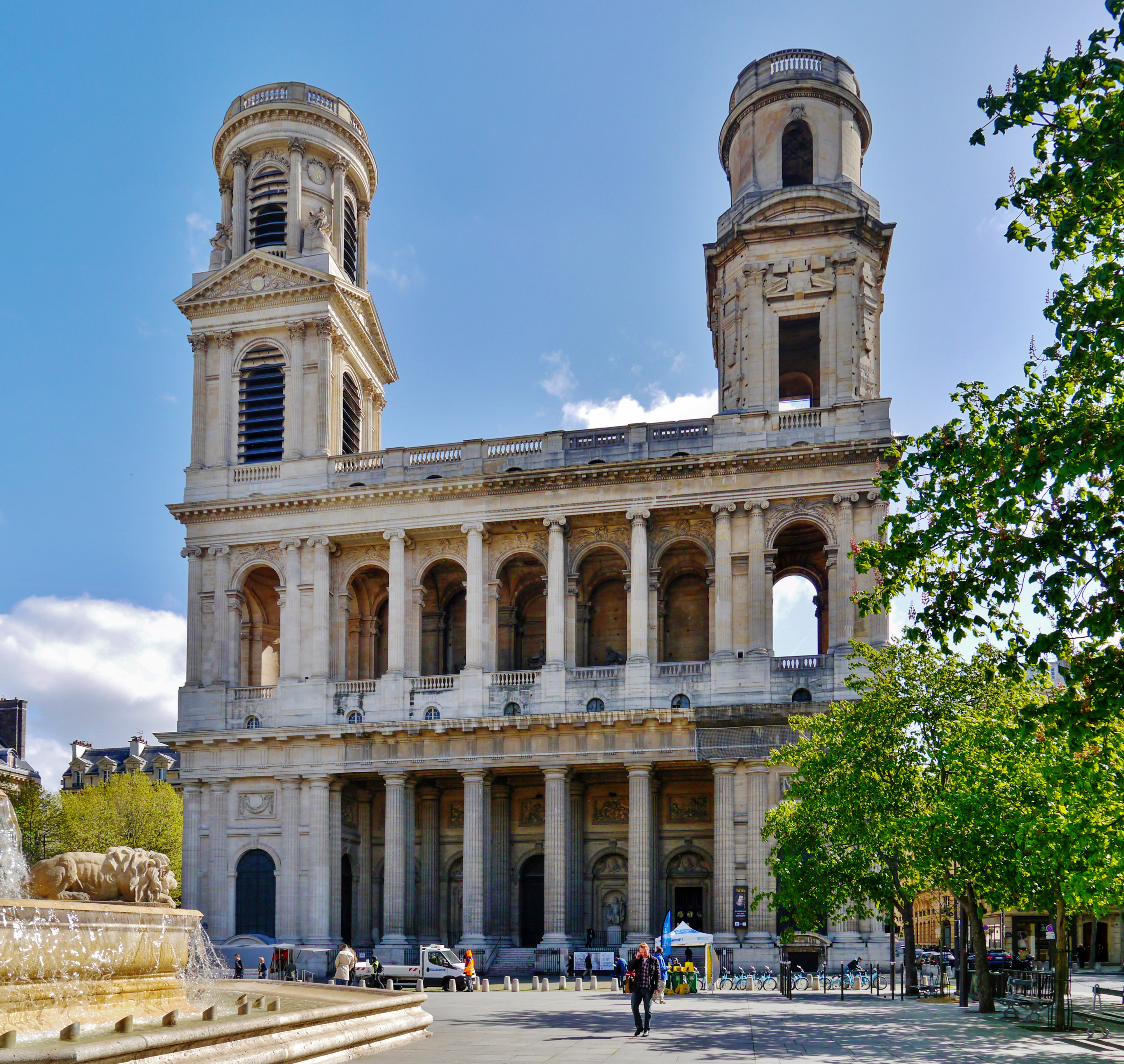
Церковь Сен-Сюльпис. Проект Дж. Н. Сервандони. Строительство 1646—1777. Достройка Шальгреном в 1777—1780 годах
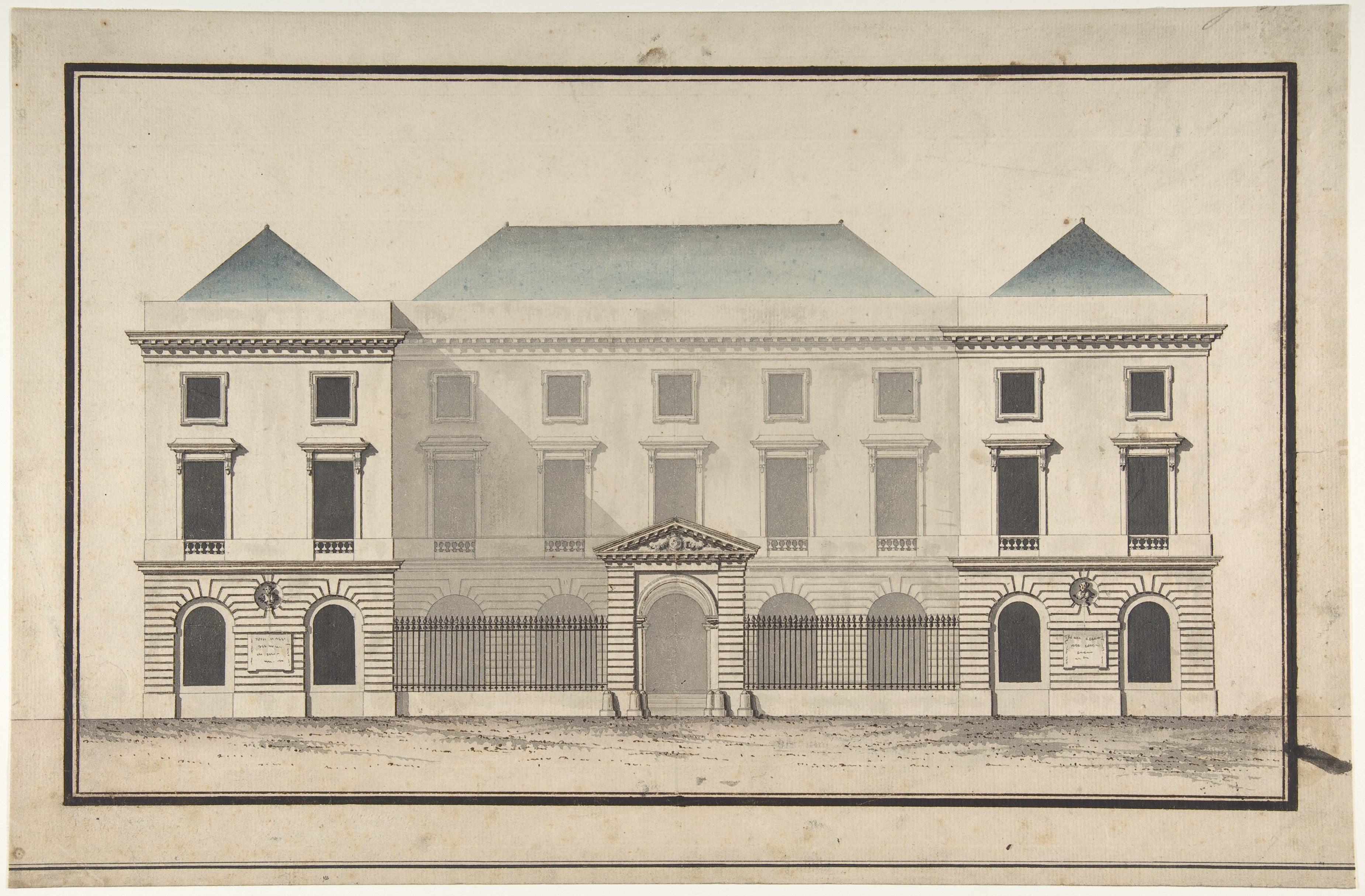
Проект Коллеж де Франс. Главный фасад. 1780
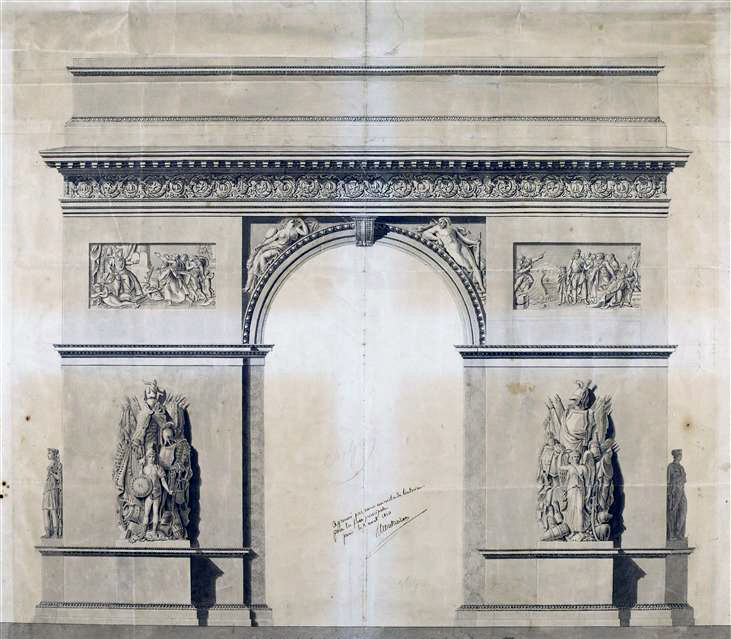
Триумфальная арка в честь Великой армии. Проект. 1806
Триумфальная арка на площади Звезды. 1806—1836